# Брунштейн, Борис Ильич
Борис Ильич Брунштейн (19 октября 1929, Тарутино, Троицкий район, Троицкий округ, Уральская область, РСФСР, СССР — 8 апреля 1995, Кустанай) — главный зоотехник совхоза «Кустанайский» Комсомольского района Кустанайской области, директор Комсомольской утиной фабрики. Один из основателей птицеводства в Кустанайской области, Казахская ССР. Герой Социалистического Труда (1966). Заслуженный ветеринарный работник Казахской ССР.

## Биография
Родился в 1929 году на территории современной Челябинской области.
С 1958 года — главный зоотехник совхоза «Кустанайский» Комсомольского района. Внедрил в совхозе выращивание птицы. В 1964 году совхоз располагал восемью отделениями и тремя племенными фермами, в которых насчитывалось 50 тысяч голов птиц, четыре тысячи свиней и семь тысяч голов крупного рогатого скота. Занимался селекцией уток кросса «медео».
Указом Президиума Верховного Совета СССР от 22 марта 1966 года за достигнутые успехи в развитии животноводства, увеличении производства закупок мяса, молока, яиц, шерсти и другой продукции удостоен звания Героя Социалистического Труда с вручением ордена Ленина и золотой медали «Серп и Молот».
В 1966 году был назначен первым директором птицефабрики «Комсомольская», которая выделилась из совхоза «Кустанайский» и стала отдельным предприятием. Фабрика, которой руководил Борис Брунштейн, занимала передовые позиции по птицеводству в СССР и снабжала мясом птицы Казахстан и прилегающие к нему области РСФСР.
Скончался в 1995 году в Костанае.